# Bjørn Stephensen
Bjørn Stephensen (23. april 1855 i København – 29. september 1940) var en dansk fabrikant, bror til Oddgeir Stephensen.
Han var af islandsk slægt, søn af departementschef Oddgeir Stephensen og hustru f. Petersen, blev student fra Metropolitanskolen 1873 og tog filosofikum året efter. Stephensen blev ansat i Anker Heegaards Jernstøberi og Maskinfabrik 1878 og blev medindehaver af samme i 1884. Han blev 18. marts 1879 gift med en datter af Anker Heegaard, Annie Marie Magdalene Heegaard (1853-1893).
Stephensen var medlem af Industriforeningens repræsentantskab fra 1888, af dens bestyrelse 1889, næstformand 1898-1905, medlem af bestyrelsen for Foreningen af Fabrikanter i Jernindustrien i København 1889-93, formand fra 1890-93, medlem af Overligningskommissionen 1901-03, af Overskatterådet 1904-09, medlem af Landmandsbankens bankråd og af dettes delegation, medlem af bestyrelserne for Scandia, Randers, Dampskibsselskabet Øresund og Københavns Telefon-Automater samt kasserer for Prinsesse Thyras Asyl.
Han var Ridder af Dannebrog, Dannebrogsmand og også dekoreret med Æreslegionen, Sankt Olavs Orden og Nordstjerneordenen.